# Chlorochroman pyridinia
Chlorochroman pyridinia (zkráceně PCC) je organická sloučenina se vzorcem [C5H5NH]+[CrO3Cl]−. Používá se v organické syntéze na oxidace alkoholů na karbonylové sloučeniny. Jsou známy i jiné obdobné sloučeniny s podobnou reaktivitou;. PCC má výhodu ve větší selektivitě oxidací.

## Struktura a příprava
Molekula PCC se skládá z pyridiniového kationtu, [C5H5NH]+, a chlorochromanového aniontu, [CrO3Cl]−. Bylo popsáno i několik podobných solí, například chlorochroman 1-butylpyridinia, [C5H5N(C4H9)][CrO3Cl], a chlorochroman draselný.
PCC je možné zakoupit nebo připravit přidáním pyridinu do chladného roztoku oxidu chromového v koncentrované kyselině chlorovodíkové:
C5H5N + HCl + CrO3 → [C5H5NH][CrO3Cl]
Tvorbu par chromylchloridu (CrO2Cl2) během přípravy uvedeného roztoku lze omezit změnou pořadí přidávání reaktantů, kdy se roztok pyridinu v koncentrované kyselině chlorovodíkové přilévá k pevnému oxidu chromovému za současného míchání.

## Použití

### Oxidace alkoholů
PCC se používá jako oxidační činidlo, vysoce účinné při oxidacích alkoholů, primárních na aldehydy a sekundárních na ketony. Vykazuje větší selektivitu než podobné Jonesovo činidlo, takže málokdy dochází k oxidaci až na karboxylové kyseliny, pokud se v reakční směsi nenachází voda. Při oxidaci pomocí PCC se alkohol přidává k suspenzi PCC v dichlormethanu. Obecná rovnice reakce vypadá takto:
2 [C5H5NH][CrO3Cl] + 3 R2CHOH → 2 [C5H5NH]Cl + Cr2O3 + 3 R2C=O + 3 H2O
Například triterpen lupeol se oxiduje na lupenon:

### Bablerova oxidace
Za přítomnosti terciárního alkoholu se chromátový ester vzniklý z chlorochromanu pyridinia může izomerizovat [3,3]-sigmatropní reakcí a následnou oxidací se vytvořit enon; tato reakce se nazývá Bablerova oxidace:
Tento druh reakce byl například využit při syntéze morfinu.
U jiných běžných oxidačních činidel se často objevují dehydratace, protože tyto alkoholy nelze oxidovat přímo.

### Ostatní reakce
PCC také může přeměňovat některé nenasycené alkoholy a aldehydy na cyklohexenony. Tato oxidační kationtová cyklizace může být například využita k přeměně (−)-citronellolu na (−)-pulegon.
PCC také zvyšuje účinnost allylových oxidací, například oxidací dihydrofuranů na furanony.

## Podobná činidla
K oxidaci alkoholů se dají použít i dimethylsulfoxid (ve Swernově a Pfitznerově–Moffattově oxidaci) a Dessův–Martinův perjodinan.

## Bezpečnost
PCC je, podobně jako další sloučeniny šestimocného chromu, toxický.